# مارک هرینگ
مارک هرینگ وکیل آمریکایی که هم‌اکنون به عنوان ۴۷مین دادستان کل ویرجینیا فعالیت می‌کند. او پیشتر عضو سنای ویرجینیا بود.

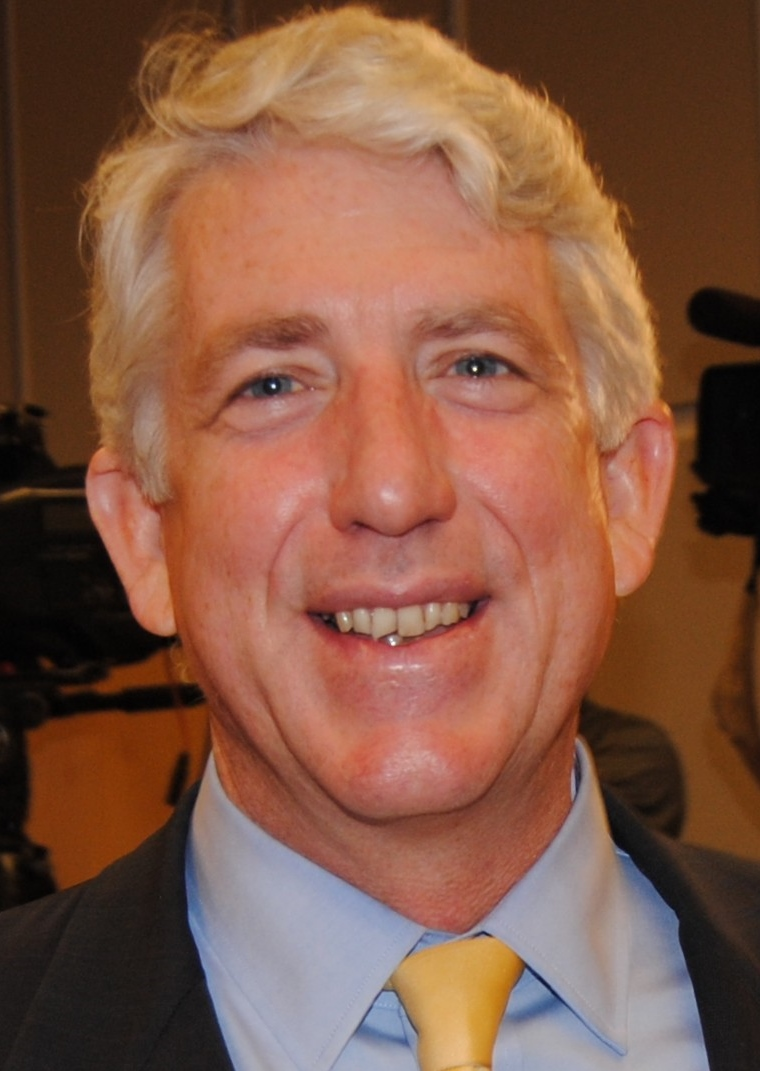

او لیسانس امور خارجی و اقتصاد از دانشگاه ویرجینیا و جی دی از مدرسه حقوق دانشگاه ریچموند دارد.